# كليفورد غودمان
كليفورد غودمان (20 نوفمبر 1869 - 1 فبراير 1911)  (بالإنجليزية: Clifford Goodman)‏ هو لاعب كريكت باربادوسي.

## وصلات خارجية
- كليفورد غودمان على موقع إي آس بي آن كريك إنفو (الإنجليزية)